# Rusanowskaja (przystanek kolejowy)
Rusanowskaja (ros. Русановская) – przystanek kolejowy przy osiedlu dacz, w rejonie kirowskim, w obwodzie leningradzkim, w Rosji. Położony jest na linii Petersburg - Mga - Wołchow.